# Big five (persoonlijkheidstrekken)
De big five is een theorie die de persoonlijkheid beschrijft in een taxonomie van vijf algemene dimensies of clusters van persoonlijkheidstrekken die elk weer onder te verdelen zijn in specifiekere trekken of facetten die op hun beurt ook weer verder te nuanceren zijn. Deze facetten liggen daarbij ergens op de spectra van de persoonlijkheidstrekken. Hiermee onderscheidt de continue benadering van persoonlijkheidstrekken zich van de dichotome onderverdeling zoals gebruikelijk is bij persoonlijkheidstypes.
De huidige theorie is het eindresultaat van vele theoretische pogingen om menselijke persoonlijkheidstrekken te categoriseren. Bekende voorgangers van de big five waren onder meer de vier temperamenten van de oude Grieken, de 16-factortheorie van Raymond Bernard Cattell en de driedimensionale theorie van Hans Eysenck. De 16-factortheorie was echter volgens critici te overtollig en de driedimensionale theorie juist te simpel. Na veel studies in meerdere landen en talen kwamen onderzoekers uiteindelijk uit op vijf centrale persoonlijkheidstrekken die alle menselijke gedragseigenschappen zouden moeten omvatten. Elk van deze vijf is een dimensie waarbij het spectrum zich uitstrekt tussen twee tegengestelde extremen.
De theorie onderscheidt vijf dimensies van persoonlijkheidstrekken:
- Neuroticisme versus stabiliteit
- Extraversie versus introversie
- Openheid voor ervaring (ook intellect) versus geslotenheid
- Consciëntieusheid (zorgvuldigheid) versus laksheid
- Vriendelijkheid versus antagonisme

De vijf dimensies hebben niet noodzakelijk evenveel gewicht en reproduceerbaarheid. De drie factoren extraversion, agreeableness en conscientiousness zijn over het algemeen beter te reproduceren dan neuroticism en openness.:39
De big five is oorspronkelijk gebaseerd op een Amerikaans onderzoek naar het gebruik van alle bijvoeglijk naamwoorden waarmee proefpersonen het karakter van een bekende persoon beschreven. Later is dit onderzoek in verschillende, meest westerse, talen herhaald en ook met meer woordsoorten. De term werd in 1981 door Lewis Goldberg bedacht.
De theorie van de big five is niet de eerste theorie die de persoonlijkheid uitdrukt in een bepaald aantal termen. Oorspronkelijk kwamen Amerikaanse onderzoekers uit op de vijf centrale persoonlijkheidstrekken die nu onder de naam big five bekend geworden zijn. Volgende onderzoeken in andere westerse talen, waaronder het Nederlands, bevestigden dit vijf-factoren-model. Elk van deze vijf trekken heeft extremen van heel sterk naar heel zwak aanwezig. De vijf trekken zijn dus de hoofdcategorieën van de kenmerken. Er zijn echter onderzoeken in sommige westerse talen zoals het Italiaans waar de vijf factoren niet goed naar voren komen. Ook in niet-westerse talen kan het best zijn dat mensen in andere hoofdcategorieën over persoonlijkheidstrekken denken. Dat wordt nog onderzocht.
Uit verschillende onderzoeken is overigens gebleken dat als mensen het karakter van hun huisdieren of paarden beschrijven er uit een statistische samenvattende analyse dezelfde vijf factoren komen.
Ook bij beoordelingen van kinderen door hun ouders of leraren zijn deze vijf factoren door de algoritmen duidelijk als onderliggende trekken tevoorschijn te halen. Dit manifesteert zich bij schoolgaande kinderen, niet bij beschrijvingen van heel jonge kinderen.

## De vijf persoonlijkheidstrekken
De vijf trekken zijn van een hoog en breed algemeen betekenisniveau. Daarom zijn aanduidingen met abstracte termen uit de psychologie, zoals extraversie of neuroticisme, beter dan aanduidingen met woorden die in de omgangstaal een specifiekere betekenis hebben, zoals tactvol. Er zijn vele varianten van de big five met elk eigen benamingen en verdere onderverdelingen.
De revised NEO personality inventory (NEO PI-R) is de gouden standaard om de vijf dimensies te bepalen. Daarbij staat NEO voor de domeinen neuroticism, extraversion en openness, waaraan agreeableness en conscientiousness werden toegevoegd. Door de lexicale achtergrond – gebaseerd op het voorkomen van woorden die betrekking hebben op persoonlijkheidstrekken – zijn die benamingen niet voor elke taal gelijk en brengt een directe vertaling risico met zich mee van gedeeltelijke begripsverandering. Er zijn dan ook verschillende vertalingen.
| Domeinen | neuroticisme (emotionele stabiliteit) | extraversie   | openheid (intellectuele autonomie) | altruïsme (mildheid) | consciëntieusheid (ordelijkheid) |
| -------- | ------------------------------------- | ------------- | ---------------------------------- | -------------------- | -------------------------------- |
| Facetten | angst                                 | hartelijkheid | fantasie                           | vertrouwen           | doelmatigheid                    |
| Facetten | ergernis                              | sociabiliteit | esthetiek                          | oprechtheid          | ordelijkheid                     |
| Facetten | depressie                             | dominantie    | gevoelens                          | zorgzaamheid         | betrouwbaarheid                  |
| Facetten | schaamte                              | energie       | veranderingen                      | inschikkelijkheid    | ambitie                          |
| Facetten | impulsiviteit                         | avonturisme   | ideeën                             | bescheidenheid       | zelfdiscipline                   |
| Facetten | kwetsbaarheid                         | vrolijkheid   | waarden                            | medeleven            | bedachtzaamheid                  |
| Factoren | IV                                    | I             | V                                  | II                   | III                              |

## Theorievorming
Het big-five-model (B5M) en het vijffactorenmodel (five-factor model, FFM) zijn vrijwel gelijke persoonlijkheidsmodellen, maar kennen een aparte ontstaansgeschiedenis, een via de sedimentatiehypothese of lexicale hypothese en de andere via vragenlijsten. De lexicale hypothese is atheoretisch en beschrijvend, terwijl vragenlijsten ontworpen werden om theorieën als de behoeftetheorie van Murray te onderzoeken en een verklarende uitspraak pogen te bieden.:37
Verder geldt dat B5M is opgezet als taxonomie van fenotypische eigenschappen van persoonlijkheid zoals die zijn overgeleverd in taal, terwijl FFM is opgezet als model van de genotypische persoonlijkheidstrekken.
Er zijn vooral verschillen te zien tussen de benaderingen bij de vijfde factor, veelal intellect bij B5M en openness to experience bij FFM. In publicaties is de benadering veelal te herkennen aan de aanduiding van de factoren of domeinen met Romeinse cijfers bij B5M en met de enkele letters N, E, O, A en C bij FFM.

### Lexicale hypothese
Verschillende onderzoekers gingen te werk volgens de lexicale hypothese, ervan uitgaande dat alle belangrijke persoonlijkheidstrekken hun weerslag hebben op taal en dus te vinden zijn in een woordenboek of lexicon. Cattell zou daar later over zeggen:
The position we shall adopt is a very direct one, verging on a pragmatic philosophy, and making only the one assumption that all aspects of human personality which are, or have been, of importance, interest, or utility have already become recorded in the substance of language.:483
Francis Galton schatte dat er zo ongeveer duizend woorden te vinden zouden zijn. George E. Partridge kwam tot zo'n 750 termen. M.L. Perkins dacht tot zo'n 3000 termen te komen uit de ongeveer 400.000 woorden in Webster's New International Dictionary. Louis Leon Thurstone was al in 1933 van 60 persoonlijkheidstrekken via factoranalyse tot 5 factoren gekomen:
[...] we have a list of sixty adjectives that are in common use for describing people. These adjectives together with their synonyms were given to each of 1300 raters. Each rater was asked to think of a person whom he knew well and to underline every adjective that he might use in a conversational description of that person. [...] With 1300 such schedules we determined the tetrachoric correlation coefficient for every possible pair of traits. [...] The table of coefficients for the sixty personality traits was then analyzed by means of multiple factor methods and we found that five factors are sufficient to account for the coefficients. [...] It is of considerable psychological interest to know that the whole list of sixty adjectives can be accounted for by postulating only five independent common factors. It was of course to be expected that all of the sixty adjectives would not be independent, but we did not foresee that the list could be accounted for by as few as five factors. This fact leads us to surmise that the scientific description of personality may not be quite so hopelessly complex as it is sometimes thought to be.
Ludwig Klages zag in 1910 een enorme opgave, gezien de bijna vierduizend woorden die het Duits telt voor de kenmerken van het innerlijke leven.:
Es gehört eine wahre Hybris des Verstandes dazu, um angesichts der nahezu viertausend Wörter, die uns allein z. B. die deutsche Sprache zur Bezeichnung sowohl einfachster wie kompliziertester Vorgänge, Zustände und Eigenschaften des Innenlebens an die Hand gibt, die psychologische Nomenklatur erst — erfinden zu wollen!
In 1933 publiceerde Franziska Baumgarten op basis van de suggestie van Klages een werk over de lexicale benadering met 1093 Duitse termen.
In Duitsland vond Baumgarten weinig navolging, maar zij beïnvloedde wel Gordon Allport en Henry S. Odbert die in de Webster's New International Dictionary 17.953 woorden vonden die betrekking hadden op persoonlijkheid of gedrag. Daarvan classificeerden zij er in de eerste kolom 4504 die werkelijke persoonlijkheidstrekken weergaven. Allport maakte daarna onderscheid tussen kardinale, centrale en secondaire trekken. Kardinale trekken komen niet bij iedereen voor, maar als ze voorkomen zijn ze zeer dominant en bepalen ze in sterke mate het gedrag. Meestal zijn er echter meerdere trekken die de persoonlijkheid bepalen en dit zijn de centrale trekken. De secondaire trekken spelen een bijrol en vallen vaak alleen op voor diegenen die dichterbij staan. Allport deed echter weinig onderzoek in hoeverre zijn onderverdeling werkelijk terug te vinden was.
De lijst van Allport was onpraktisch lang en Cattell deed diverse pogingen om deze terug te brengen. Allereerste voegde hij nog 100 termen uit de kolom van de tijdelijke gemoedstoestanden toe aan de 4504 termen. Met een student bracht hij de termen vervolgens onder in ongeveer 150 categorieën die als vrijwel synoniem beschouwd konden worden, waarbij termen gepaard werden met hun tegenpool. Naast bestaande termen gebruikte Cattell ook nieuwe technische termen die vooral betrekking hadden op psychose en neurose. Daarnaast voegde hij 10 categorieën voor speciale vaardigheden en 11 categorieën voor speciale belangen om zo tot 171 categorieën te komen. In enkele publicaties kwam hij tot 181 of 182 categorieën, maar meestal betrof het er 171.
Daarna liet Cattell bekenden van 100 mensen beoordelen hoe adequaat elke categorie was om hen te beschrijven. Op basis hiervan rekende hij met zijn team Pearsons correlatiecoëfficiënten uit voor alle 171 variabelen. In de tijd voor de computers hadden ze daar de vloer van een zaal voor nodig. Bij een correlatie hoger dan 0,83 werden categorieën als identiek beschouwd en tot 0,45 als voldoende gelijk om samengevoegd te worden. Zo bracht hij het aantal terug tot 67 of 69 categorieën. Verdere analyse bracht dit terug tot 58 en in latere publicaties tot 42, 36 en 35. Cattell stelde in 1944 voor om het parallelle factormodel (PARAFAC) te gebruiken. In 1945 begon hij aan de Universiteit van Illinois, omdat daar gewerkt werd aan de supercomputer ILLIAC. In drie studies in 1945, 1947 en 1948, waarvan twee met mannen en een met vrouwen, vond Cattell met factoranalyse 11 en 12 factoren. Cattell was niet tevreden met de 12 gevonden factoren en voegde er in 1949 4 aan toe om zo te komen tot de 16pf-vragenlijst. In dat jaar richtte Cattell met zijn derde vrouw, de wiskundige Karen Cattell, het Institute for Personality and Ability Testing (IPAT) op. Toen in 1952 de ILLIAC I beschikbaar kwam op de Universiteit van Illinois te Urbana-Champaign kon hij deze gebruiken voor factoranalyse.
Ook Donald W. Fiske paste factoranalyse toe en kwam zo in 1949 tot 22 persoonlijkheidstrekken en 4 factoren, social adaptability, emotional control, conformity en inquiring intellect. John W. French kwam tot 49 persoonlijkheidstrekken en 5 factoren.
Deze studies om aan de hand van factoranalyse de achterliggende trekken te vinden, hadden in veel gevallen echter een lage factorlading. In 1961 wisten Ernest Tupes en Raymond Christal echter via factoranalyse uit acht studies een vijftal achterliggende trekken te identificeren uit 36 trekken gebaseerd op Cattell uit 1947 en gebruikten daarbij de factoraanduidingen van French.
| No. | Persoonlijkheidstrek                                | Achterliggende trek           |
| --- | --------------------------------------------------- | ----------------------------- |
| 14  | silent vs talkative                                 | surgency (extraversion)       |
| 28  | secretive vs frank                                  | surgency (extraversion)       |
| 16  | cautious vs adventurous                             | surgency (extraversion)       |
| 3   | submissive vs assertive                             | surgency (extraversion)       |
| 29  | self-contained vs sociable                          | surgency (extraversion)       |
| 7   | languid, slow vs energetic                          | surgency (extraversion)       |
| 33  | shy, bashful vs composed                            | surgency (extraversion)       |
| 35  | slight vs marked interest in opposite sex           | surgency (extraversion)       |
| 32  | depressed vs cheerful                               | surgency (extraversion)       |
| 10  | spiteful vs goodnatured                             | agreeableness                 |
| 20  | jealous vs not so                                   | agreeableness                 |
| 22  | demanding vs emotionally mature                     | agreeableness                 |
| 13  | self-willed vs mild                                 | agreeableness                 |
| 1   | obstructive vs cooperative                          | agreeableness                 |
| 9   | suspicious vs trustful                              | agreeableness                 |
| 21  | rigid vs adaptable                                  | agreeableness                 |
| 17  | hard, stern vs kindly                               | agreeableness                 |
| 5   | cool, aloof vs attentive to people                  | agreeableness                 |
| 31  | attention getting vs self-sufficient                | agreeableness                 |
| 18  | relaxed, indolent vs insistently orderly            | dependability (confirmity)    |
| 4   | frivolous vs responsible                            | dependability (confirmity)    |
| 25  | unscrupulous vs conscientious                       | dependability (confirmity)    |
| 15  | quitting vs persevering                             | dependability (confirmity)    |
| 23  | unconventional vs conventional                      | dependability (confirmity)    |
| 26  | neurotic vs not so                                  | emotional stability           |
| 24  | worrying, anxious vs placid                         | emotional stability           |
| 6   | easily upset vs poised, tough                       | emotional stability           |
| 12  | hypochondriacal vs not so                           | emotional stability           |
| 11  | emotional vs calm                                   | emotional stability           |
| 2   | changeable vs emotionally stable                    | emotional stability           |
| 37  | dependent vs self-sufficient                        | emotional stability           |
| 8   | boorish vs intellectual, cultured                   | culture (inquiring intellect) |
| 27  | lacking artistic feeling vs esthetically fastidious | culture (inquiring intellect) |
| 34  | practical, logical vs imaginative                   | culture (inquiring intellect) |
| 19  | clumsy, awkward vs polished                         | culture (inquiring intellect) |
| 30  | immature vs independent-minded                      | culture (inquiring intellect) |

Tupes en Christal waren werkzaam op de Lackland Air Force Base en hun werk was gepubliceerd in een weinig bekend rapport van de Amerikaanse luchtmacht. Dit moest het mogelijk maken om collega's de bekwaamheid van piloten te laten beoordelen, maar uiteindelijk werd het hier nooit voor gebruikt, gezien de zorg dat collega's lagere beoordelingen zouden geven om de eigen kansen te vergroten. Na vele jaren van inconsistente resultaten was dit een opmerkelijk resultaat:
In many ways it seems remarkable that such stability should be found in an area which to date has granted anything but consistent results. Undoubtedly the consistency has always been there, but it has been hidden by inconsistency of factorial techniques and philosophies, the lack of replication using identical variables, and disagreement among analysts as to factor titles. None of the factors identified in this study are new. They have been identified many times before in previous analyses, although they have not always been called by the same names.
Het werk van Tupes en Christal zou waarschijnlijk weinig bekendheid gekregen hebben als Warren T. Norman niet voor de luchtmacht was komen te werken. Norman gebruikte niet de afgeleide werken van Cattell of Fiske, maar analyseerde de lijst van Allport en Odbert opnieuw en kwam zo in 1963 tot 20 persoonlijkheidstrekken en ook 5 factoren. Norman gebruikte vrijwel dezelfde benamingen voor de factoren, alleen dependability noemde hij conscientiousness. Tupes en Christal gaven al aan dat er waarschijnlijk meer dan 5 factoren waren:
It is unlikely that the five factors identified are the only fundamental personality factors. There are quite likely other fundamental concepts involved among the Allport-Odbert adjectives on which the variables used in the present study were based.
Norman stelde dan ook dat alle mogelijke termen voor persoonlijkheidstrekken opnieuw onderzocht moesten worden.
| Trait                                             | Factor                      |
| ------------------------------------------------- | --------------------------- |
| talkative — silent                                | I. extroversion or surgency |
| frank, open — secretive                           | I. extroversion or surgency |
| adventurous — cautious                            | I. extroversion or surgency |
| sociable — reclusive                              | I. extroversion or surgency |
| good-natured — irritable                          | II. agreeableness           |
| not jealous — jealous                             | II. agreeableness           |
| mild, gentle — headstrong                         | II. agreeableness           |
| cooperative — negativistic                        | II. agreeableness           |
| fussy, tidy — careless                            | III. conscientiousness      |
| responsible — undependable                        | III. conscientiousness      |
| scrupulous — unscrupulous                         | III. conscientiousness      |
| persevering — quitting, fickle                    | III. conscientiousness      |
| poised — nervous, tense                           | IV. emotional stability     |
| calm — anxious                                    | IV. emotional stability     |
| composed — excitable                              | IV. emotional stability     |
| not hypochondrical — hypochondriacal              | IV. emotional stability     |
| artistically sensitive — artistically insensitive | V. culture                  |
| intellectual — unreflective, narrow               | V. culture                  |
| polished, refined — crude, boorish                | V. culture                  |
| imaginative — simple, direct                      | V. culture                  |

In 1967 deed Norman het werk van Allport en Odbert dan ook opnieuw en kwam tot zo'n 40.000 termen, waarvan er 9046 nieuw waren, maar de grote meerderheid bestond uit aanpassingen van oudere termen. Slechts 171 waren echt nieuw en het totaal wist hij terug te brengen tot 2797. De termen die niet goed begrepen werden door studenten van de Universiteit van Michigan verwijderde hij, om er zo 1431 over te houden die onderverdeeld werden in 75 categorieën. Hierop liet Norman echter geen factoranalyse los, dit zou Lewis Goldberg later doen.
Cattell had in 1957 nog korte beschrijvingen gegeven van de persoonlijkheidstrekken, zoals:
| 28. Good-natured, Easygoing: does not mind when people use his property, time or energy; generous and warm-hearted in his attitudes; gives people "the benefit of the doubt" when their motives are in question. | vs | Irritable, Spiteful: gets irritable when others trespass on property or other rights; spiteful, faultfinding; says hateful things about others. |

Norman had die in 1963 gepubliceerd als individuele termen, iets wat daarna de norm werd.
Eind jaren 1960 en begin jaren 1970 ontstond er veel weerstand tegen persoonlijkheidstesten:
In the late 1960s and early 1970s, there was a wall of resistance against personality assessment in academic psychology. The first 13 papers R. Hogan submitted for publication came back without being reviewed. Editors said things like “Everyone knows personality assessment doesn’t work, so we’re not going to review this paper.”
Walter Mischel droeg daar in 1968 aan bij met Personality and Assessment waarin hij betoogde dat persoonlijkheid veel minder consistent is dan de persoonlijkheidspsychologie aannam en veel meer afhankelijk van de situatie:
[...] it is evident that the behaviors which are often construed as evidence of stable personality trait indicators actually are highly specific and depend on the details of the evoking situations and the response mode employed to measure them.
[...] with the possible exception of intelligence, highly generalised behavioral consistencies have not been demonstrated, and the concept of personality traits as broad dispositions is thus untenable.
Door Kurt Lewin was dit al vastgelegd in de formule van Lewin: G = ƒ(P, O), waarbij G gedrag is, P persoon en O sociale omgeving. Het boek van Mischel was aanleiding tot het persoon-situatie-debat en bracht de persoonlijkheidspsychologie bijna tot stilstand. Vanaf 1977 ontstond er echter hernieuwde aandacht. De vijf factoren zouden dan ook in de jaren 1980 grotere bekendheid krijgen.
De hernieuwde aandacht was ten dele een reactie op kritiek van onder meer Mischel, waarbij meer onderzoek en verfijdere technieken gebruikt werden. Goldberg liet studenten van de Universiteit van Oregon zichzelf beoordelen op de 1431 termen van Norman en kwam in 1980 na een factoranalyse uit op 5 factoren. Hij publiceerde dit echter niet in een wetenschappelijk tijdschrift, maar presenteerde het op een symposium georganiseerd door Jack Digman. Het jaar daarop bedacht hij de term big five voor de 5 factoren en leek behoorlijk zeker van deze 5:
[...] it hardly matters what number of factors are extracted, since the loadings on the first five factors are always nearly the same. [...] Clearly, there is something to this structure. It is not simply а matter of extracting а particular number of factors or using а particular type of rotational algorithm. These are data speaking for themselves.
Goldberg twijfelde echter over het aantal van 5 factoren en gaf een tijd de voorkeur aan de 3 factoren van Dean Peabody, general evaluation, assertiveness en impulse expression. In 1990 keerde Goldberg echter terug bij 5 factoren.
Jack Digman had aanvankelijk zijn twijfels over 5 factoren en gaf de voorkeur aan 10, maar na de ontdekking van fouten in data van Cattell kwam hij in 1981 met Naomi Takemoto-Chock ook tot 5 factoren, friendly compliance – hostile noncompliance, extraversion – introversion, ego strength – emotional disorganization, will to achieve en intellect. Met Goldberg was Digman een belangrijke aanjager van B5M. Digman vergeleek in 1990 enkele systemen:
| Auteur                    | I                         | II                     | III                   | IV                    | V                   |
| ------------------------- | ------------------------- | ---------------------- | --------------------- | --------------------- | ------------------- |
| Fiske (1949)              | social adaptability       | conformity             |                       | emotional control     | inquiring intellect |
| Cattell (1957)            | exvia                     | cortertia              | superego strength     | anxiety               | intelligence        |
| Tupes en Christal (1961)  | surgency                  | agreeableness          | dependability         | emotionality          | culture             |
| Norman (1963)             | surgency                  | agreeableness          | conscientiousness     | emotional             | culture             |
| Borgatta (1964)           | assertiveness             | likeability            | task interest         | emotionality          | intelligence        |
| Eysenck (1970)            | extraversion              | psychoticism           | psychoticism          | neuroticism           |                     |
| Guilford (1975)           | social activity           | paranoid disposition   | thinking introversion | emotional stability   |                     |
| Buss & Plomin (1984)      | activity                  | sociability            | impulsivity           | emotionality          |                     |
| Tellegen (1985)           | positive emotionality     |                        | constraint            | negative emotionality |                     |
| Costa & McCrae (1985)     | extraversion              | agreeableness          | conscientiousness     | neuroticism           | openness            |
| Hogan (1986)              | sociability & ambition    | likeability            | prudence              | adjustment            | intellectance       |
| Lorr (1986)               | interpersonal involvement | level of socialization | self-control          | emotional stability   | independent         |
| Digman (1988)             | extraversion              | friendly compliance    | will to achieve       | neuroticism           | intellect           |
| Peabody & Goldberg (1989) | power                     | love                   | work                  | affect                | intellect           |

### Vragenlijsten
In 1906 lieten Gerard Heymans en Enno Dirk Wiersma 2500 personen onderzoeken door 400 artsen. De artsen moesten de personen beoordelen op 90 eigenschappen, terwijl Heymans daarnaast op basis van de biografieën van 110 mensen, waaronder dichters, filosofen, naturalisten, staatslieden en ook sommige criminelen onderzocht ook van hen de 90 eigenschappen bepaalde. Hieruit kwam Heymans tot drie basiseigenschappen: emotionaliteit (E), activiteit (A) en secundaire functie (S en de tegenovergestelde primaire functie P), omdat deze aansloten bij de klassieke temperamententheorie. De combinatie van deze drie kenmerken en hun tegenpolen bracht acht temperamenten.
In de jaren 1920 volgde een korte opleving in het onderzoek naar persoonlijkheidstrekken, maar de meeste onderzoekers beoordeelden de betrouwbaarheid hiervan als ondermaats. In combinatie met de opkomst van de gestaltpsychologie en psychodynamica, waarbij de mens als geheel werd beschouwd, kreeg het onderzoek naar persoonlijkheidstrekken weinig aandacht. Percival Symonds en Gordon Allport kwamen echter tot de conclusie dat het mogelijk was om de lage beoordelaarsbetrouwbaarheid (inter-rater reliability) en de lage herhaalbaarheid te verbeteren en de invloed van het halo-effect in te dammen. Dit zou kunnen door gebruik te maken van een relatief grote groep beoordelaars die het gedrag van de te beoordelen personen over langere tijd observeren en door meerdere proefpersonen te beoordelen op een enkele trek, in plaats van een enkele proefpersoon op meerdere trekken. Studies op basis van de bevindingen van Symonds en Allport hadden daarna een grotere voorspellende waarde van het verwachte gedrag.
Henry Murray, een collega van Allport aan Harvard, ontwikkelde in 1938 een theorie van 20 behoeften die het menselijk gedrag bepalen. Op basis van deze theorie werd door Allen L. Edwards in 1953 de ipsatieve Edwards Personal Preference Schedule (EPPS) opgezet en door Douglas N. Jackson in 1967 via itemanalyse het Personality Research Form (PRF). Naast de behoeftetheorie van Murray werd zo ook de Allport-Vernon-Lindzey Study of Values (SOV) gebaseerd op de zes hoofdtypes van waardes van Eduard Spranger door onder meer Allport, die had gestudeerd bij Spranger.
Op basis van de persoonlijkheidstheorie van Carl Gustav Jung werd de Myers-Briggs Type Indicator (MBTI) opgezet door Katharine Cook Briggs en haar dochter Isabel Briggs Myers. Hoewel MBTI populair is binnen het bedrijfsleven, kent het nauwelijks onderbouwing vanuit wetenschappelijke zijde en sluit het niet aan bij de wel wetenschappelijk onderbouwde big five.
Hans Eysenck onderzocht het verschil tussen mensen met en mensen zonder psychische aandoeningen en kwam zo in 1947 tot neuroticisme en introversie-extraversie. Jerry S. Wiggins noemde dit al de big two. Vanaf 1952 begon Eysenck te onderzoeken of psychoticisme daar aan toegevoegd kon worden. In 1975 kwam hij met zijn vrouw Sybil met deze drie tot de Eysenck Personality Questionnaire (EPQ). Zo kwam het tot een driefactor- of PEN-model. Met het 16pf-model van Cattell werd het PEN-model van Eysenck de dominante persoonlijkheidstheorie van de jaren 1950-70.
| Trait               | Factor                    |
| ------------------- | ------------------------- |
| general activity    | social activity           |
| ascendence          | social activity           |
| sociability         | social activity           |
| restraint           | introversion-extraversion |
| thoughtfulness      | introversion-extraversion |
| emotional stability | emotional health          |
| objectivity         | emotional health          |
| friendliness        | emotional health          |
| personal relations  | emotional health          |
| masculinity         |                           |

De Guilford-Zimmerman Temperament Survey (GZTS) werd in 1949 ontwikkeld door Joy Paul Guilford en Wayne S. Zimmerman en ging uit van 10 persoonlijkheidstrekken waarvan er 9 onder te verdelen zijn in 3 factoren.
Harrison Gough ontwikkelde de California Psychological Inventory (CPI). Deze was deels gebaseerd op de Minnesota Multiphasic Personality Inventory (MMPI), maar richtte zich niet zoals MMPI op psychopathologische factoren, maar op folk concepts van gezonde mensen.
Zo werden er vele persoonlijkheidstesten ontwikkeld die elk een eigen aanhang verkreeg die weinig tot geen interactie had met groepen die met andere vragenlijsten werkten. Daardoor was niet duidelijk of deze testen dezelfde persoonlijkheidstrekken onderzochten. Hier kwam pas duidelijkheid in met het werk van Robert Hogan en Paul Costa, Jr. en Robert R. McCrae.
Hogan was student geweest van Gough en had zo enkele jaren onderzoek verricht met de CPI aan de Johns Hopkins University tot hij zijn eigen vragenlijst ontwikkelde. Hij werkte daartoe met John A. Johnson die onderzocht in hoeverre de CPI zich verhield tot de 5 factoren van Norman. Op basis daarvan werd de Hopkins Personality Inventory ontwikkeld. Nadat beiden Hopkins verlieten, werd de naam Hogan Personality Inventory.
Costa en McCrae deden in de jaren 1970 onderzoek naar de veranderingen in persoonlijkheid met leeftijd. Zij pasten daartoe een clusteranalyse toe op de 16pf-vragenlijst van Cattell en kwamen tot de conclusie dat deze te veel factoren bevatte, elkaar deels overlappend. Ze vonden dat anxiety-adjustment en introversion-extraversion stabiel waren over verschillende leeftijdsgroepen, terwijl wat zij openness to experience noemden leeftijdafhankelijk was. Jonge mensen hadden een openheid voor gevoelens, personen van middelbare leeftijd toonden openheid voor ideeën en oude personen toonden een evenwichtige openheid voor zowel gevoelens als ideeën. Vooral het derde cluster was tot dan toe weinig gebruikt in de literatuur, terwijl Costa en McCrae van mening waren dat daarmee betere beschrijvingen mogelijk waren. Daarop kwamen zij in 1983 met een nieuwe indeling met neuroticisme, extraversie en openheid voor nieuwe ervaringen, de NEO Inventory (NEO I), met elk zes facetschalen.
| Domeinen | neuroticism        | extraversion       | openness   | agreeableness       | conscientiousness    |
| -------- | ------------------ | ------------------ | ---------- | ------------------- | -------------------- |
| Facetten | anxiety            | warmth             | fantasy    | trust               | competence           |
| Facetten | angry hostility    | gregariousness     | aesthetics | straightforwardness | order                |
| Facetten | depression         | assertiveness      | feelings   | altruism            | dutifulness          |
| Facetten | self-consciousness | activity           | actions    | compliance          | achievement striving |
| Facetten | impulsiveness      | excitement seeking | ideas      | modesty             | self-discipline      |
| Facetten | vulnerability      | positive emotions  | values     | tender-mindedness   | deliberation         |

Costa en McCrae waren in 1978 overgestapt naar het National Institute on Aging om aan de Baltimore Longitudinal Study of Aging (BLSA) te werken, waarna Hogan contact opnam met hen. Hij probeerde hen te overtuigen om ook de twee andere factoren van Norman op te nemen, maar aanvankelijk zagen zij deze als te weinig onderscheidend. Kort daarna leerden zij het werk van Goldberg en Digman kennen van het door Digman georganiseerde symposium en namen zij contact op met Goldberg. Deze wist hen te overtuigen van het belang van de twee factoren en voegden deze in 1985 toe in wat daarna de NEO Personality Inventory (NEO PI) werd genoemd. Zo kwamen de lexicale benadering en die via vragenlijsten samen. Dit was nog zonder facetschalen voor deze twee, die werden in 1992 toegevoegd in de Revised NEO Personality Inventory (NEO PI-R), waarbij de 30 facetten verder onderverdeeld waren in 240 items. Het handboek bevatte ook de NEO Five-Factor Inventory (NEO-FFI), een verkorte versie van NEO PI-R waarin de facetten zelf niet verder onderverdeeld zijn in items.
Vanaf de publicatie in 1985 werd NEO PI het meest invloedrijke vijffactorenmodel, vooral de onderverdeling uit 1995. Met de BLSA beschikten Costa en McCrae over een van de grootste longitudinale datasets in de wereld. Met behulp van het longitudinale onderzoek van de BLSA vergeleken zij NEO PI en NEO PI-R met de andere vragenlijsten en konden zo achterhalen welke factoren overeenkwamen. Hieruit bleek dat elke vragenlijst wel een aantal van de vijf factoren bezat en geen enkele een factor had die buiten het vijffactorenmodel viel.

### Verder onderzoek

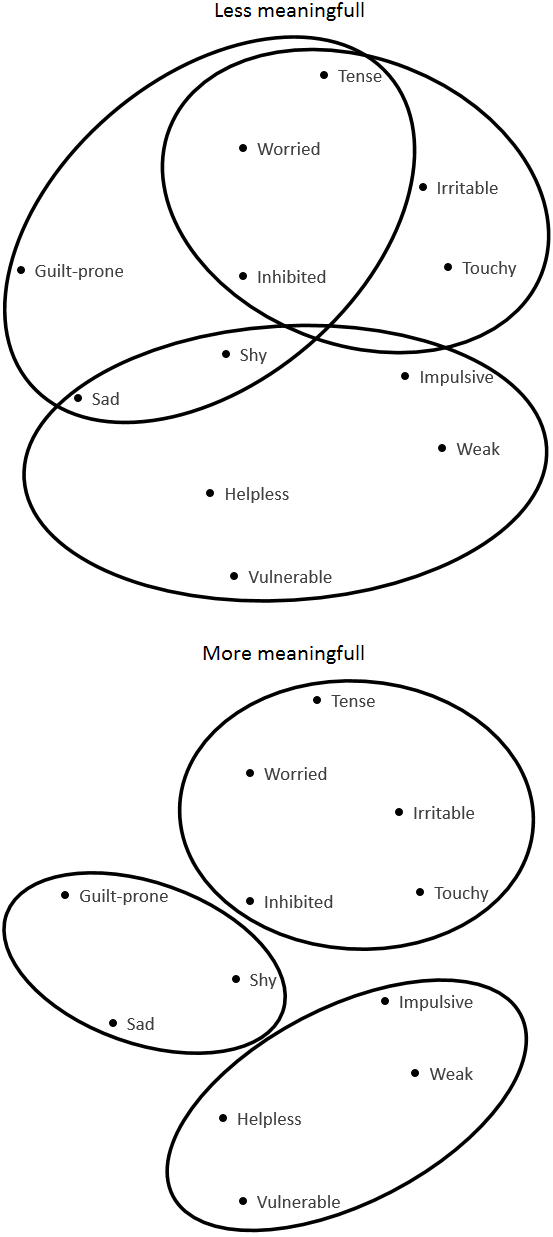
Mogelijke groeperingen van persoonlijkheidstrekken in facetten van het domein neuroticisme. Overlappende groeperingen zijn minder zinvol

Hoewel er daarna veel overeenkomsten waren tussen het lexicale big-five-model en het vijffactorenmodel, bleven er enkele verschillen. Verder onderzoek richtte zich daarna enerzijds op de verdere onderverdeling van de 5 factoren en anderzijds het bundelen van factoren. Het verder onderverdelen van persoonlijkheidstrekken in facetten die bij een domein zijn ingedeeld, is in zekere mate arbitrair, maar heeft wel toegevoegde waarde als dit op de juiste wijze gebeurt.:24-25
Van belang bij het verdere onderzoek was of termen met dezelfde naam niet iets anders beschrijven, de jingle-misvatting, of termen met een andere naam juist hetzelfde beschrijven, de jangle-misvatting. Een voorbeeld van het laatste is de dependability van Tupes en Christal en de conscientiousness van Norman. Zo werd de vijfde factor in B5M veelal intellect genoemd en in FFM openness to experience. Deze hebben echter exact dezelfde onderliggende persoonlijkheidstrekken. Hoewel artistic, clever, imaginative, ingenious, insightful, inventive, original, sharp-witted en witty ook onderdeel zijn van openness to experience, hebben andere trekken die onder intellect vallen volgens McCrae hogere factorladingen bij andere factoren. In 1994 werd een gehele uitgave van European Journal of Personality gewijd aan de vijfde factor. McCrae hield vast aan openness to experience, terwijl John A. Johnson de voorkeur gaf aan creative mentality met de facetten openness to aesthetics en openness to ideas van Costa en McCrae en generates ideas en culture scales van Hogan en Hogan, beide uit 1992. Willem Hofstee gaf aan dat de vijfde factor beter creativy of imagination zou kunnen heten.
Over de andere vier factoren is meer overeenstemming en wordt slechts gedebatteerd over de plaats van enkele persoonlijkheidstrekken. Zo vallen positive emotions veelal onder extraversion, maar bij enkele auteurs onder agreeableness. Conscientiousness is bij enkele auteurs een proactieve houding om doelen te bereiken, terwijl anderen het zien als beperkende factor die leidt tot conformiteit aan verwachtingen en normen. In het eerste geval komt het overeen met will to achieve van Digman en Takemoto-Chock, en in het tweede geval met surgency.
In 1990 was Goldberg tot 100 ongepaarde termen gekomen die hij in 1992 verbeterde en vergeleek met de NEO PI en de Hogan Personality Inventory (HPI).

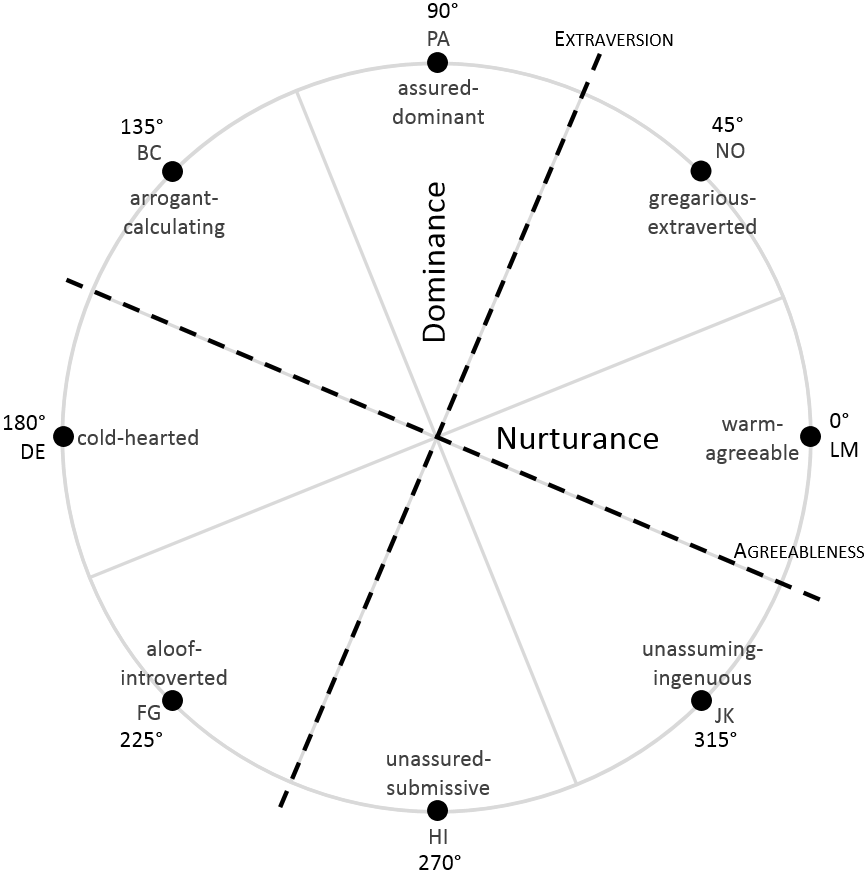
Extraversie en agreeableness uit de big five in het interpersoonlijk circumplex

Een andere benadering om persoonlijkheid en gedrag te modelleren was om daar het effect van het gedrag van anderen bij te betrekken. Timothy Leary maakte daarbij in 1957 gebruik van MMPI-schalen en zette het gedrag uit in een cirkel of circumplex, naar voorbeeld van de Interpersonal Check List (ICL) van Rolfe LaForge en Robert Suzcek.
Op de horizontale as zette hij de mate van affectie uit als love-hate of hostility-affection uit en op de verticale as de mate van beheersing als dominance-submission. Zo kwam hij tot de roos van Leary met 16 combinaties van de mate van beheersing en van affectie. Het meest invloedrijke circumplexe persoonlijkheidsmodel werd de Interpersonal Circle van Jerry S. Wiggins. Peabody en Goldberg vergeleken de Interpersonal Circle in 1989 met de vijf factoren, net als McCrae en Costa. Hierbij lijken vooral extraversie en agreeableness uit de big five terug te vinden in het interpersoonlijk circumplex.
Hofstee, Boele de Raad en Goldberg kwamen in 1992 met de Abridged Big Five Dimensional Circumplex (AB5C) waarin zij de vijf dimensies integreerden met het circumplexe persoonlijkheidsmodel. Zij kwamen hiertoe omdat het toekennen van slechts een factor aan een persoonlijkheidstrek niet in alle gevallen bevredigend was, aangezien elke persoonlijkheidstrek een zekere factorlading heeft bij elke factor. In een circumplex is kunnen de factorladingen van een term voor twee factoren uitgezet worden waaruit een duidelijker naar voren komt dat persoonlijkheidstrekken geen dichotoom, maar continu karakter hebben. Dit zou een tot een complex 5-dimensionale matrix kunnen leiden, maar uiteindelijk bleek dit mee te vallen en volstond naast de primaire factorlading slechts een secundaire factorlading. Zo heeft ambitious een positieve primaire factorlading bij factor III en een positieve secundaire factorlading bij factor I, waarmee deze de aanduiding III+I+ krijgt. Bij een aantal trekken is alleen de primaire factorlading van voldoende grote, deze zijn factorpuur.
Het jaar daarop kwamen Johnson en Ostendorf met een aangepaste versie. Zij lieten daarin zien hoe onderzoekers met behulp van AB5C konden achterhalen of de secundaire factor van invloed was op verschillen in interpretatie – zoals bij conscientiousness – met jingle- of jangle-misvattingen tot gevolg.
| Secundair             | Secundair | extraversion                                                                          | extraversion                                                                                     | agreeableness                                                    | agreeableness                                                                                     | conscientiousness | conscientiousness | emotional stability                                                                                              | emotional stability | intellect or openness                                                | intellect or openness                                                                       |
| Primair               | Primair   | I+                                                                                    | I-                                                                                               | II+                                                              | II-                                                                                               | III+ | III- | IV+ | IV- | V+                                                                   | V-                                                                                          |
| --------------------- | --------- | ------------------------------------------------------------------------------------- | ------------------------------------------------------------------------------------------------ | ---------------------------------------------------------------- | ------------------------------------------------------------------------------------------------- | --- | --- | --- | --- | -------------------------------------------------------------------- | ------------------------------------------------------------------------------------------- |
| extraversion          | I+        | extraverted frank, open fun loving sociable straightforward talkative                 |                                                                                                  | affectionate cheerful enthusiastic friendly joiner               | dominant                                                                                          | active energetic enterprising self-confident vigorous                                                                   | person oriented | adventurous assertive bold comfortable not lonely outgoing self-assured                                          | | daring forceful leaderlike modern passionate progressive spontaneous |                                                                                             |
| extraversion          | I−        |                                                                                       | introverted secretive sober retiring, reclusive, unsociable, solitary manipulative silent, quiet | submissive                                                       | reserved serious, depressed unenthusiastic aloof loner                                            | task oriented | passive, inactive unenergetic, leisurely unambitious unassured unenergetic                                                                                | | unadventurous, cautious unassertive timid self-consious lonely reserved shy                                                                                             |                                                                      | unadventurous submissive follower old-fashioned, traditional unfeeling preserving inhibited |
| agreeableness         | II+       | generous warm                                                                         | diplomatic humble                                                                                | acquiesent mild, gentle softhearted                              |                                                                                                   | courteous emphatic fair helpful kind polite selfless tactful                                                            | | agreeable cooperative flexible forgiving good-natured not jealous not envious steady tolerant trustful unselfish | | open-minded symphathetic                                             | gullible lenient                                                                            |
| agreeableness         | II−       | outspoken proud                                                                       | stingy cold                                                                                      |                                                                  | antagonistic headstrong ruthless                                                                  | | rude self-centered unfair uncooperative unkind rude selfish blunt                                                                                         | | critical, disagreeable negative, stubborn, uncooperative inflexible, stubborn vengeful irritable jealous envious/jealous moody impatient distrustful suspicious selfish | cynical critical                                                     | narrow-minded callous                                                                       |
| conscientiousness     | III+      | ambitious serious                                                                     | businesslike cautious deliberate not impulse ridden                                              | conscientious reliable responsible                               | industrious                                                                                       | careful fussy, tidy hardworking neat punctual scrupulous thrifty well organized                                         | | persevering practical self-disciplined stable well-read                                                          | | clever learned organized thorough                                    | rule abiding                                                                                |
| conscientiousness     | III−      | playful rash thoughtless impulse ridden                                               | aimless, apathetic frivolous                                                                     | easy-going                                                       | negligent undependable irresponsible, undependable unreliable                                     | | careless lazy sloppy late lax, unscrupulous extravagant disorganized                                                                                      | | quitting, fickle impractical weak willed unstable unlettered | rule avoiding                                                        | naive unlearned disorganized careless                                                       |
| emotional stability   | IV+       | confident guilt free healthy secure self-satisfied                                    | unemotional                                                                                      | at ease composed even tempered not hypochondrical patient poised |                                                                                                   | contented emotionally stable forward looking hardy objective self-reliant                                               | | calm | |                                                                      |                                                                                             |
| emotional stability   | IV−       | emotional                                                                             | worried guilt ridden frail insecure self-pitying                                                 |                                                                  | nervous excitable, moody temperamental hypochondrical impatient nervous, tense high strung, tense | | discontented unstable reminiscent vulnerable subjective helpless                                                                                          | | angry, anxious, worrying |                                                                      |                                                                                             |
| intellect or openness | V+        | experimenting independent liberal original prefer variety sophisticated untraditional |                                                                                                  | reflective                                                       | complex                                                                                           | analytical broad interests cultured curious intellectual intelligent knowledgeable perceptive polished, refined refined | changeable unorthodox | aesthetic | | artistic creative imaginative                                        |                                                                                             |
| intellect or openness | V−        |                                                                                       | routine conforming conservative conventional prefer routine unsophisticated traditional          | simple                                                           | unreflective                                                                                      | predictable traditional                                                                                                 | unanalytic narrow interests uncultured uninquisitive, uncurious unreflective, narrow stupid, unintelligent ignorant imperceptive crude, boorish unrefined | | inartistic |                                                                      | unartistic ordinary, uncreative down-to-earth, simple, direct, unimaginitive                |

Zo bleek de factor V culture van Norman uit 1963 te kenmerken als V+III+, terwijl factor V openness to experience van McCrae en Costa uit 1985 als V+I+ te kenmerken is. Onderzoekers kiezen dus termen bij een factor die bij hun interpretatie van die factor hoort. Hoewel deze verschillen zo met AB5C in kaart kunnen worden gebracht, kan zo niet gezegd worden welke interpretatie beter is. Wel kan data gecombineerd worden en daaruit de factorpure termen gehaald worden.
|                            | factor I                                                                                           | factor I    | factor II                                       | factor II | factor III                                                                                       | factor III | factor IV                         | factor IV | factor V                                   | factor V    |
| -------------------------- | -------------------------------------------------------------------------------------------------- | ----------- | ----------------------------------------------- | --------- | ------------------------------------------------------------------------------------------------ | ---------- | --------------------------------- | --------- | ------------------------------------------ | ----------- |
| Norman (1963)              | extraversion/surgency                                                                              | I+I+        | agreeableness                                   | II+IV+    | conscientiousness                                                                                | III+III+   | emotional stability               | IV+II+    | culture                                    | V+III+      |
| Hogan & Johnson (1981)     | sociality power                                                                                    | I+I+ I+III+ | likeableness                                    | II+IV+    | conventionality                                                                                  | III+II+    | poise                             | IV+I+     | mentality novelty                          | V+III+ V+I+ |
| McCrae & Costa (1985)      | extraversion                                                                                       | I+II+       | agreeableness                                   | II+I+     | conscientiousness                                                                                | III+V+     | neuroticism                       | IV+II+    | openness to experience                     | V+I+        |
| Goldberg (1992)            | surgency                                                                                           | I+I+        | agreeableness                                   | II+IV+    | conscientiousness                                                                                | III+III+   | emotional stability               | IV+II+    | intellect                                  | V+III+      |
| Johnson & Ostendorf (1993) | social communicativeness extraverted, frank/open, fun-loving, sociable, talkative, straightforward | I+I+        | softness acquiescent, mild/gentle, soft-hearted | II+II+    | constraint careful, fussy/tidy, hardworking, neat, punctual, scrupulous, thrifty, well-organized | III+III+   | freedom from negative affect calm | IV+IV+    | creativity artistic, creative, imaginative | V+V+        |

Goldberg stelde dat de individuele termen zoals die sinds 1963 door Norman gebruikt werden onvoldoende in staat waren om persoonlijkheidstrekken te beschrijven en zag daarbij drie problemen:
(1) First of all, the same property that provides their major strength in fundamental taxonomic studies, namely their relatively finite number within any language, necessarily limits their utility as purveyors of the complex nuances of lower-level personality description; said another way, there are not enough of them–certainly not enough for redundant and thus reliable measurement in all regions of personality space. (2) In addition, trait adjectives and type nouns encode personality traits at an extremely high level of abstractness. Although research by Hampson, John, and Goldberg (1986) demonstrates substantial differences in breadth within the total set of English trait adjectives (e.g., Extraverted versus Talkative, or Reliable versus Punctual), even the most narrow of such terms (e.g., Talkative and Punctual) are still quite abstract. Most test authors prefer items that are more behaviorally and/or contextually specified. (3) Perhaps as a consequence of the abstractness of trait adjectives and type nouns, it is often not possible to find one-to-one translations for them in different languages, even languages as close linguistically as Dutch, German, and English (Hofstee, Kiers, De Raad, Goldberg, & Ostendorf, 1997). Given the desirability of international collaboration in the development of new assessment methods, this is a highly undesirable feature of their use as test stimuli.
Hij ging dan ook weer over naar korte beschrijvingen zoals hieronder:
| IV+/IV+                           | vs | IV-/IV-                       |
| --------------------------------- | -- | ----------------------------- |
| Seldom get mad.                   |    | Get stressed out easily.      |
| Am not easily bothered by things. |    | Get upset easily.             |
| Am not easily frustrated.         |    | Am easily disturbed.          |
| Seldom take offense.              |    | Change my mood a lot.         |
| Keep my cool.                     |    | Get caught up in my problems. |

Goldberg introduceerde deze in 1996 tijdens de achtste European Conference on Personality (ECP) met zijn International Personality Item Pool (IPIP). Waar NEO PI-R veel tegen betaling wordt aangeboden, is IPIP gratis en ook beschikbaar in tientallen talen.

### Andere niveaus
Ook op andere niveaus dan factoren, facetten en items werden verbanden gevonden. Colin G. DeYoung, Lena Quilty en Jordan Peterson vonden in 2007 tien aspecten tussen het niveau van factoren en facetten, de Big Five Aspect Scales (BFAS):
| neuroticism | agreeableness | conscientiousness | extraversion  | openness/intellect |
| ----------- | ------------- | ----------------- | ------------- | ------------------ |
| volatility  | compassion    | industriousness   | enthusiasm    | openness           |
| withdrawal  | politeness    | orderliness       | assertiveness | intellect          |

Er zijn ook verbanden gevonden die nog boven de 5 factoren liggen. Zo vond Digman dat agreeableness, conscientiousness en emotional stability samen een factor van een hogere orde kunnen vormen en zo ook extraversion en intellect. Hij noemde deze α en β, waarbij α bijdraagt aan morele ontwikkeling en aanpassing aan de verwachtingen van de samenleving, persoonlijkheidstrekken die zich ontwikkelen met leeftijd. Voor β geldt dat dit de persoonlijkheidstrekken zijn die bijdragen aan zelfontplooiing, persoonlijke groei en het bereiken van status en macht, aanvankelijk toenemend, maar later in het leven weer afnemend.
DeYoung, Peterson en Daniel M. Higgins kwamen daarop met een biologisch model voor α en β, waarbij de eerste samenhing met serotonerge en de tweede met dopaminerge functies samenhangt, die ze stability en plasticity noemden. Stabiliteit zou conformisme bevorderen, terwijl plasticiteit dit juist vermindert. Dit zou betekenen dat de meest grondige conformisten relatief stabiel zijn, maar ook star en minder in staat om zich aan te passen aan veranderingen.
Janek Musek stelde dat er bij oblique rotaties tijdens factoranalyse nog een overkoepelende factor te vinden is, vergelijkbaar met de g-factor van Charles Spearman in intelligentieonderzoek. Deze general personality factor wordt gekenmerkt door hoge versus lage emotional stability, conscientiousness, agreeableness, extraversion en openness en door hoge versus lage hogere orde factoren van persoonlijkheid, stabiliteit en plasticiteit. Deze Big One zou samenhangen met sociale wenselijkheid, emotionaliteit, motivatie, welzijn, tevredenheid met het leven en eigenwaarde. Het kan ook diepe biologische wortels hebben, zowel evolutionair, genetisch als neurofysiologisch.

### Kritiek
Sinds de jaren 1990 wordt de big five door de meeste persoonlijkheidspsychologen als het beste beschikbare model gezien:
This new consensus has grown rapidly. Two or three years ago, a special issue on the topic would doubtless have been filled with articles offering evidence for or against the model itself [...] Today we believe it is more fruitful to adopt the working hypothesis that the five-factor model (FFM) of personality is essentially correct in its representation of the structure of traits and to proceed to its implications for personality theory and its applications throughout psychology.
Als theorie in ontwikkeling kent deze zijn tekortkomingen, waarvan enkele al genoemd zijn en waarvoor verder onderzoek noodzakelijk is:
Even its most ardent defenders do not claim that the FFM is the last word in the description of personality. There are disputes among fivefactorists about the best interpretation of the factors; there are certainly important distinctions to be made at the level of the more molecular traits that define the factors; and it is possible that there are other basic dimensions of personality. But some version of these five dimensions is at least necessary for an adequate description of individual differences, and if all personality researchers compare their preferred system to this framework, it should soon become clear whether and in what ways the model is deficient.
Daarnaast zijn er echter enkele onderzoekers die verder gaan in hun kritiek. Een punt van kritiek is het atheoretische karakter:
There is no theoretical reason why it should be these five rather than some other five. [...] [studies] prompted no a priori predictions as to what factors should emerge, and a coherent and falsifiable explanation for the five factors has yet to be put forward.
Een ander punt van kritiek is de nadruk bij de factoranalyses op de correlatie tussen de variabelen, de R-methode. De keuze van variabelen die aan een factoranalyse worden onderworpen, is arbitrair waardoor de uitkomst het gevolg kan zijn van de gemaakte keuzes en niet van onderliggende, werkelijk bestaande persoonlijkheidstrekken. Ook kan het leiden tot
over- of onderrepresentatie van bepaalde trekken. Cattell had het gevaar hiervan zelf al onderkend en benoemd als a bloated specific en stelde dan ook dat de uitslag van een factoranalyse niet het eindpunt was, maar verdere analyse behoefde. Voor Gregory Boyle was dit echter reden om te grote interne consistentie af te wijzen.
Jack Block stelde verder dat factoranalyse niet in alle gevallen leidt tot scherpe afbakeningen van persoonlijkheidstrekken binnen de vijf factoren. Een oorzaak daarvan kan liggen in het niet bekend zijn van trekken die wel relevant zouden zijn voor het model. Daarbij speelt mee dat de lexicale hypothese twijfelachtige conceptuele en methodologische aannames kent en onzekere resultaten zou hebben opgeleverd. De vragenlijstversie van het vijffactorenmodel zou de toereikendheid van de vijf factoren ook niet hebben aangetoond. Block ging zelfs zover om van het model af te zien tot verder onderzoek in kaart was gebracht:
A first suggestion is that the bandwagon created by repeated advocacy of the FFA simply be halted while the contents of thewagon are examined and its direction is considered.
Goldberg en Gerard Saucier stelden dat de kritiek van Block eenzijdig was en dat het onzinnig was om een model niet te gebruiken zolang deze nog niet perfect was. Zij stelden dat het model meer gebaat was bij verbetering van de taxonomische structuur en uitbreiding naar andere talen.

### Alternatieven
Een tijdlang was de Q-methodologie of Q-sort een alternatief waarbij uit werd gegaan van persoonlijkheidstypes in plaats van persoonlijkheidstrekken. Daarbij leken drie types te onderscheiden, resilient, undercontrolled en overcontrolled. Het gebruik hiervan nam echter af toen bleek dat er geen scherpe grenzen waren en veel mensen tussen types invielen. Ook had het geen grotere voorspellende waarde, terwijl de reproduceerbaarheid te wensen over liet. Een ander veelgebruikte onderverdeling in types is MBTI, maar onderzoek heeft geen dichotome types of de 16 MBTI-types kunnen vinden.
Andere alternatieven zien aanvullende factoren, zoals het HEXACO-model dat naast de vijf factoren in 7 talen ook honesty-humility onderscheidt.
Andere studies zien slechts drie factoren die in 14 talen te vinden zijn.